# Serjania aculeata
Serjania aculeata är en kinesträdsväxtart som beskrevs av Ludwig Radlkofer. Serjania aculeata ingår i släktet Serjania och familjen kinesträdsväxter. Inga underarter finns listade i Catalogue of Life.